# Do Ya/Stay With Me
«Do Ya/Stay With Me»  —en español: «¿Me quieres?/Quédate conmigo»— es el tercer single de la banda británica McFly tomado del álbum Radio:ACTIVE, que fue la canción oficial de la campaña benéfica Children In Need el año 2008.  El doble a-side fue lanzado físicamente el 24 de noviembre de 2008 y para su descarga el 23 de noviembre de 2008. «Stay with Me» es una cover de una canción de The Faces. La versión del sencillo en CD contiene una versión de la canción «I kissed a girl» de Katy Perry grabada en el BBC Radio 1's Live Lounge en septiembre de 2008. Por otro lado «Do Ya» aparece en la banda sonora internacional de la telenovela brasileña, Três Irmãs.

## Vídeo musical
El videoclip de «Do Ya» posee aproximadamente cuatro minutos de duración, y fue lanzado a través de la cuenta de oficial de la banda en Youtube y su página de Myspace. El vídeo comienza en una casa, donde la gente se reúne para celebrar la Navidad. Cuando comienzan a abrir sus regalos descubren un miembro de McFly en cada uno. Tan pronto como la banda sale de las cajas, comienza a reproducirse la canción. A continuación llegan los invitados, y de pronto, unos zombis invaden a la casa. Pese a todo no atacan a las personas concentradas en la casa, sino que se ponen a bailar la canción. No obstante cuando esta acaba, los zombis cambian su actitud y la banda tiene que escapar rápidamente de la sala montándose en una furgoneta negra voladora. 
La emisión del video de «Do Ya», junto con el anuncio de Navidad del álbum Radio:ACTIVE que fue grabado al mismo tiempo, fueron en un principio censurados por ser demasiado terroríficos y por el temor a que fuesen copiados por los espectadores jóvenes (en lo referido a cuando los miembros de McFly estaban dentro de los regalos de Navidad). Finalmente el vídeo fue estrenado sin problemas en TMF Most Wanted.

## Lista de canciones
| Sencillo en CD (Super CDSUPR3) |                                                                                                 |          |  |
| N.º                            | Título                                                                                          | Duración |  |
| 1.                             | «Do Ya»                                                                                         | 2:55     |  |
| 2.                             | «Stay With Me» (versión de The Faces)                                                           | 4:29     |  |
| 3.                             | «I kissed a girl» (versión en acústico de Katy Perry grabada en el Radio 1 Live Lounge Session) | 3:16     |  |
| 4.                             | «Lies» (versión en acústico grabada en el Radio 1 Live Lounge Session)                          | 3:46     |  |

| DVD Single (Super DVDSUPR3) |                               |          |  |
| N.º                         | Título                        | Duración |  |
| 1.                          | «Do Ya» (audio)               | 2:54     |  |
| 2.                          | «Stay With Me»                | 4:27     |  |
| 3.                          | «Do Ya (Making of the Video)» | 3:00     |  |
| 4.                          | «McFly in Brazil»             | 8:00     |  |

## Historial de Lanzamientos
| País        | Fecha                   | Discográfica     | Formato                          |
| ----------- | ----------------------- | ---------------- | -------------------------------- |
| Irlanda     | 20 de noviembre de 2008 | Super Records    | Sencillo en CD, descarga digital |
| Reino Unido | 23 de noviembre de 2008 | Super Records    | Descarga digital                 |
| Reino Unido | 24 de noviembre de 2008 | Super Records    | Sencillo en CD                   |
| Brasil      | 12 de enero de 2009     | EMI Music Brasil | Airplay                          |

## Posicionamiento en las listas de ventas
El sencillo debutó en las listas británicas en el número 18, convirtiéndose en la primera vez que la banda había bajado de top 10 en el UK Singles Chart. No sólo no cosniguió hacerse un hueco entre las 10 canciones más vendidas, sino que también se convirtió en el peor sencillo de la campaña Children In Need hasta la fecha, una posición por debajo de la canción «Still Figuring Out» de Elliot Minor, que alcanzó el puesto nº17 en 2008. En la semana siguiente el "single" cayó al nº54 y salió del Top 100 en su tercera semana.
| Lista de ventas          | Posición más alta |
| ------------------------ | ----------------- |
| UK Singles Chart         | 18                |
| European Hot 100 Singles | 53                |

## Personal
- Danny Jones - compositor, guitarra, voz principal, productor ejecutivo
- Tom Fletcher - compositor, guitarra, voz principal, piano, teclado
- Harry Judd - batería, percusión
- Dougie Poynter - compositor, bajo, coros
- James Bourne - compositor
- Jason Perry - productor
- Tom Lord-Alge - mezcla
- Ted Jensen - masterización